# Friedrich Julius von Kniestedt
Freiherr Friedrich Julius von Kniestedt (* 20. November 1765 in Burgdorf; † 8. November 1825 in Kniestedt) war ein deutscher Richter und Gutsbesitzer.

## Leben

### Familie
Friedrich Julius von Kniestedt entstammte dem alten Adelsgeschlecht Kniestedt, das aus einem hildesheimischen Ministerialengeschlecht hervorgegangen ist; die Familie hatte ihren Stammsitz im Dorf Kniestedt. 
Er war der Sohn von Georg Heinrich Gottschalk von Kniestedt, dem die Güter Kniestedt und Burgdorf gehörten. Sein Vater, der braunschweigischer Oberhauptmann und Deputierter der Hildesheimer Ritterschaft war, erbaute in den Jahren 1779 bis 1783 auf dem Gelände der einstigen Asselburg bei Burgdorf in der Nähe von Salzgitter ein neues Herrenhaus, das auch als „Schloss Burgdorf“ bezeichnet wurde; seine Mutter war Friederike Louise (geb. von Kniestedt).
Im April 1800 heiratete er Luise Charlotte (* 1779; † 30. November 1853), die Schwester des späteren Kammerdirektors Gottfried Philipp von Bülow; die Ehe blieb kinderlos.

### Werdegang
Seinen ersten Unterricht erhielt Friedrich Julius von Kniestedt von französischen Gouvernanten und deutschen Hauslehrern auf dem väterlichen Gut in Burgdorf, sodass er bereits früh die französische Sprache erlernte.
1780 kam er nach Braunschweig, um das dortige Collegium Carolinum, dessen Rektor Johann Friedrich Wilhelm Jerusalem war, zu besuchen; seine dortigen Lehrer waren Johann Arnold Ebert, Karl Christian Gärtner, Konrad Arnold Schmid, Johann Joachim Eschenburg und Eberhard August Wilhelm von Zimmermann.
Nach Beendigung des Collegium Carolinum immatrikulierte er sich 1785 an der Universität Helmstedt zu einem Studium der Rechtswissenschaften, das er an der Universität Göttingen bis Ostern 1785 fortsetzte; dort hörte er die Vorlesungen unter anderem von Georg Ludwig Böhmer und Johann Stephan Pütter.
Karl Wilhelm Ferdinand von Braunschweig-Wolfenbüttel ernannte ihn am 2. Dezember 1785 zum Assessor der beiden Justizkanzleien in Wolfenbüttel, die 1808, während der Regierungszeit im Königreich Westphalen zu einer Behörde (heute: Oberlandesgericht Braunschweig) vereint wurden. Während seines Aufenthaltes in Wolfenbüttel nutzte er die umfangreiche Herzog August Bibliothek, besichtigte die Kunstwerke in der herzoglichen Bildergalerie in Salzdahlum und pflegte einen Umgang mit dem Bibliothekar Ernst Theodor Langer, dem Physiker Christian Leiste und dem Lehrer Ernst Christian Trapp.
Mitte der 1790er Jahre kam Friedrich Karl von Strombeck erstmals nach Wolfenbüttel und befreundete sich mit Friedrich Julius von Kniestedt, der am 12. Februar 1796 zum ordentlichen Hofgerichts-Assessor, mit dem Charakter eines Hofrats ernannt wurde. Am 7. Mai 1796 wurde er zusätzlich in das Konsistorium eingeführt, dessen Präsident Jacob Ernst von Knuth (* 1739) war, mit dem er mütterlicherseits verwandt war.
Während der Regierungszeit von Jérôme Bonaparte übte er das Amt eines Tribunalrichters in Wolfenbüttel sowie das Amt des Bürgermeisters in Kniestedt aus, und war, nach der Wiederherstellung der herzoglichen Regierung im Herzogtum Braunschweig, als Hofrat beim Landgericht Wolfenbüttel tätig.
Nachdem er, durch den Tod seines Vaters, das Gut Kniestedt geerbt hatte und seine Tante Christine Sophia Luise von Kniestedt (* 1737 oder 1739), Äbtissin des freien adeligen Stifts Steterburg, ihn in ihrem Testament bedacht hatte, sah er sich in der Lage, um seine Dienstentlassung ohne Pension zu bitten, und wurde am 26. Juni 1818 entlassen, worauf er auf das Gut Kniestedt umzog.
Friedrich Julius von Kniestedt verstarb als letzter des Kniestedter Zweiges.